# Lövhultagölen
Lövhultagölen är en sjö i Eksjö kommun i Småland och ingår i Emåns huvudavrinningsområde.